# Abatacept
Abatacept ist ein biotechnologisch hergestelltes Protein, das medizinisch eingesetzt wird. Es imitiert die T-Zell-Downregulation einer Entzündungsreaktion.
Es handelt sich um ein Fusionsprotein (CTLA4Ig), bei dem die extrazellulären Domäne des humanen zytotoxischen T-Lymphozyten-Antigens-4 (CTLA-4) an ein modifiziertes Fc-Fragment des humanen Immunglobulins G1 (IgG1) gebunden ist.  Abatacept ist seit Mai 2007 in der EU als Medikament zur Therapie der rheumatoiden Arthritis zugelassen (Präparatename Orencia, Bristol-Myers Squibb). Es wird mit Methotrexat kombiniert.

## Wirkungsmechanismus
T-Zellen aktivieren über CD28 auf ihrer Oberfläche die Rezeptoren CD80 und CD86 auf B-Zellen und aktivieren diese. Soll diese Entzündungsreaktion beendet werden, exprimieren T-Zellen CTLA-4 (CD156), welches mit einer höheren Affinität an CD80 und CD86 der B-Zellen bindet und eine Downregulation der Entzündungsreaktion zur Folge hat.
Insbesondere T-Helferzellen und regulatorische T-Helferzellen tragen auf ihrer Zelloberfläche CTLA-4 und verhindern so überschießende Immunreaktionen.